# Kościół św. Mikołaja w Berlinie

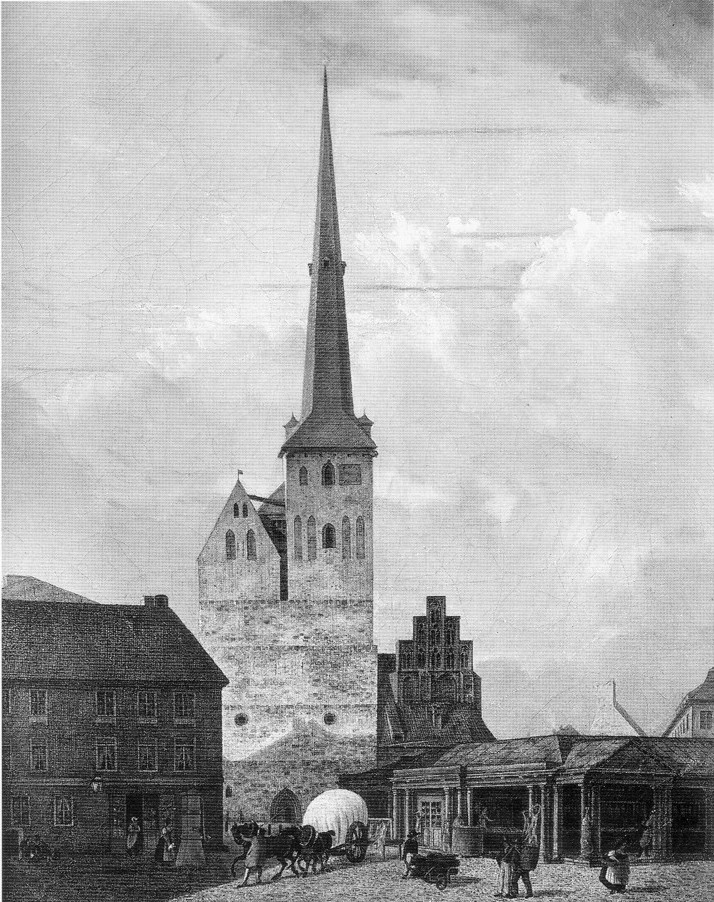
Widok kościoła z 1827 r.

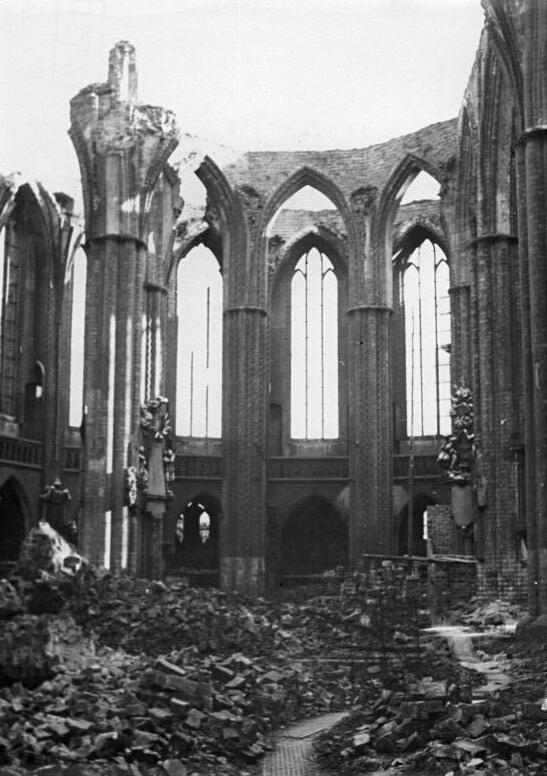
Ruiny kościoła, widok wnętrza z 1951 roku...

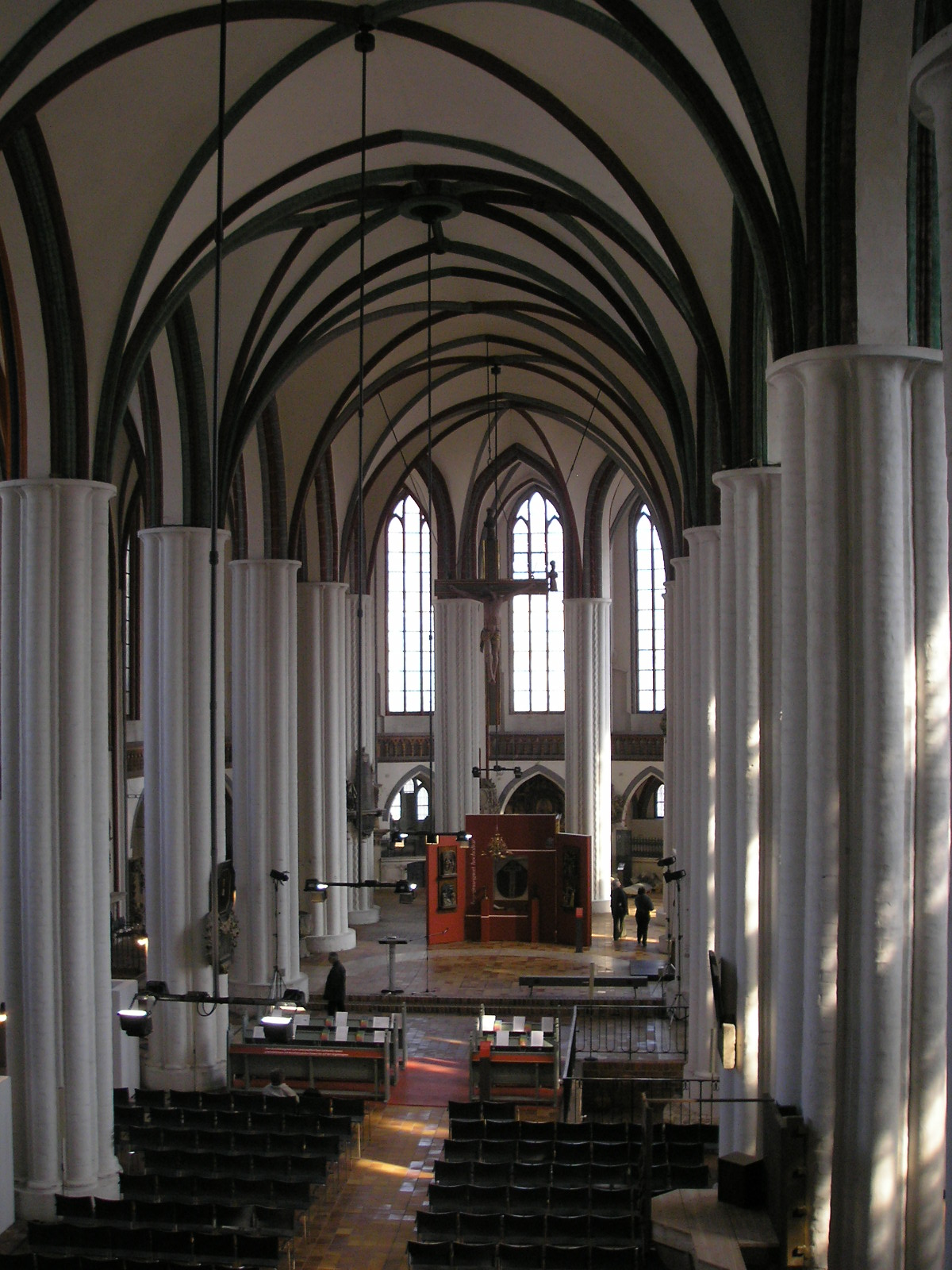
... i dziś

Kościół Świętego Mikołaja (niem. Nikolaikirche) – gotycki kościół położony w historycznej części Berlina – Cölln, obecnie w dzielnicy Berlin-Mitte, w pobliżu zbiegu ulic Mühlendamm i Spandauer Straße, w Nikolaiviertel – zaułku położonym przy brzegu rzeki Sprewy z gęstą zabudową, zniszczoną podczas II wojny światowej i częściowo odbudowaną. Kościół pod wezwaniem świętego Mikołaja jest cennym przykładem gotyku ceglanego we wschodnich Niemczech. Obecnie wchodzi w skład Fundacji Berlińskiego Muzeum Miejskiego (Stiftung Stadtmuseum Berlin) i pełni funkcję sali koncertowej.

## Dzieje
Kościół Świętego Mikołaja jest najstarszą świątynią obecnej stolicy Niemiec. Jego metryka sięga XIII wieku, kiedy ok. 1230 powstała późnoromańska bazylika z westwerkiem, do dziś zachowały się jego dolne partie w obecnym masywie zachodnim. Ok. 1300 kościół zasadniczo przebudowano, powstała wczesnogotycka trójnawowa hala. XIV i XV wiek to okres stopniowej przebudowy kościoła. Od 1379 do około 1450 powstała obecna ceglana trójnawowa hala z wieńcem kaplic. Od 1452 do schyłku XV stulecia prowadzono dalsze prace, powstały m.in. kaplica NMP, przybudówka przylegająca do kościoła od południowego zachodu oraz dwukondygnacyjny aneks mieszczący zakrystię i bibliotekę po północnej stronie kościoła. W latach 1876–1878 architekt Hermann Blankenstein dokonał gruntownej restauracji kościoła. W sposób zasadniczy zmieniła się sylweta świątyni, gruntownie przebudowano górną część westwerku, który otrzymał ceglaną kondygnację z dwoma złączonymi ze sobą wieżami nakrytymi ostrosłupowymi strzelistymi hełmami. Podczas walk o Berlin u schyłku II wojny światowej kościół uległ poważnym zniszczeniom. Przez długi czas kościół znajdował się w stanie ruiny – zachowały się mury lateralne filary międzynawowe oraz masyw zachodni (bez zwieńczenia). Świątynia wraz z okolicami weszły w skład Berlina Wschodniego – stolicy NRD. W latach 1982–1987 kościół odbudowano. Ze względu na dobrą akustykę wnętrza dokonano adaptacji świątyni na cele kulturalne, w kościele organizowane są koncerty.

## Architektura kościoła
Wznoszący się nad przybrzeżną zabudową kościół Świętego Mikołaja z charakterystycznym masywem zachodnim z bliźniaczymi strzelistymi hełmami jest trójnawową halą z wielobocznie zamkniętym prezbiterium z dwukondygnacyjnym obejściem. Zarówno jak korpus nawowy i część prezbiterialna posiadają jednolitą strukturę architektoniczną nakryte wspólnym dachem. Do naw bocznych i ambitu przylegają niskie kaplice nakryte jednospadowymi dachami, które w części wschodniej są oddzielone od siebie za pomocą masywnych przypór. Oprócz masywu zachodniego do kościoła przylegają dwa aneksy mieszczące wewnątrz kaplice, jeden od północnej strony na wysokości pomiędzy korpusem nawowym i prezbiterium, drugi od południa, obok masywu zachodniego. Każdy z nich nakryty jest własnym dachem. 
Wnętrze kościoła nakryte jest niemal w całości sklepieniem krzyżowo-żebrowym wspartym na filarach wiązkowych. Trzecie od wschodu przęsło nawy głównej jest nakryte sklepieniem gwiaździstym, ponadto ta część jest nieco dłuższa od pozostałych przęseł, w celu zasugerowania typowego dla średniowiecznego podziału świątyni na część kapłańską i część dla ludu. 
Znajomość architektury ceglanej poświadczają elewacje zewnętrzne – górne partie elewacji aneksów (szczyty), oraz masywu zachodniego ozdobione są charakterystycznymi ostrołukowymi blendami ze ślepymi maswerkami blendy są oddzielone za pomocą lizen. 
Wnętrze świątyni jest nader skromne. Część dawnego wyposażenia uległo zniszczeniom wojennym, ponadto niektóre epitafia zostały przeniesione do berlińskiego kościoła NMP. Zachowała się późnorenesansowa oraz kilka epitafiów z XVI-XVIII w.